# Козмешть (Ясси)
Козмешть, Козмешті (рум. Cozmești) — село у повіті Ясси в Румунії. Входить до складу комуни Козмешть.
Село розташоване на відстані 308 км на північний схід від Бухареста, 43 км на південний схід від Ясс.

## Населення
За даними перепису населення 2002 року у селі проживали 1538 осіб, усі — румуни. Усі жителі села рідною мовою назвали румунську.